# Чудо техники
«Чу́до те́хники с Серге́ем Малозёмовым» — еженедельная научно-популярная телепрограмма, выходящая в эфир на телеканале «НТВ» со 2 декабря 2012 года по утрам в воскресенье.

## История
В 2012 году Владимир Кулистиков, генеральный директор телекомпании НТВ (2004—2015), инициировал создание программы. Автором и ведущим стал Сергей Малозёмов — в то время специальный корреспондент программы «Сегодня» Дирекции информационного вещания НТВ.
Изначально в «Чуде техники» затрагивались темы науки, техники, гаджетов, медицины, здорового питания. В 2013 году тема здорового питания перешла в новый проект Сергея Малозёмова «Еда живая и мёртвая». В начале 2013 года некоторые темы программы «Чудо техники» были более подробно рассмотрены в документальных фильмах из серии «Научные расследования Сергея Малозёмова». С 7 ноября 2015 года «Еда живая и мёртвая» выходит как самостоятельная программа. С 1 февраля 2020 года программа «Еда живая и мёртвая» выходит под другим названием — «Живая еда».
В августе 2014 года на съёмках программы «Чудо техники» ведущий Сергей Малозёмов, тестируя складной велосипед, потерял управление, упал и сломал руку. После этого, следующие несколько программ ведущий появлялся в кадре в ортезе.
С 28 августа 2016 года выходит рубрика «Чудо-товары», в которой команда «Чуда техники» проводит проверку необычных товаров из телемагазинов, интернет-магазинов. На создание рубрики Малозёмова вдохновили «коробейники» в подмосковных электричках: ему захотелось проверить, правда ли всё, что продавцы рассказывают о своём товаре. Изначально в рубрике «Чудо-товары» демонстрировались тесты сначала трёх товаров, а потом двух, но сейчас тест только одного чудо-товара демонстрируется в рубрике.
С 24 октября 2016 года на телеканале «НТВ Стиль» выходят повторы программы (с 5 сентября 2019 года по четвергам).
С начала 2017 года в программе появилась рубрика «Умелец недели», в которой рассказывается о россиянах, которым удалось не только что-то изобрести, но и сделать это популярным, превратить в бизнес, внедрить в производство.
Также в программе выходит рубрика «Топ-5 новостей». Ранее в программе выходили рубрики «За что такие деньги?», «Новинка недели» и «Идея недели». С 6 сентября 2020 года рубрики «За что такие деньги?», «Новинка недели» и «Идея недели» были убраны из программы, однако рубрика «Новинка недели» вернулась 31 января 2021 года и сейчас выходит периодически.
В ноябре 2018 года корреспондент программы Александр Цыганков в ходе телевизионного эксперимента вживил себе под кожу два электронных чипа и стал таким образом первым чипированным журналистом на российском телевидении.
7 июля 2019 года в эфире «Чуда техники» впервые на НТВ была применена технология HbbTV: телезрителям предложили с помощью пульта дистанционного управления участвовать в серии викторин, на экраны выводился вопрос и варианты ответов.
С 6 сентября 2020 по 26 декабря 2021 года выходила рубрика «Вопрос недели», в которой команда «Чуда техники» давала ответ на самые популярные вопросы, связанные с человеческим бытом.
2 декабря 2022 года программе «Чудо техники» исполнилось 10 лет. За 10 лет существования передачи команда программы создала около 400 оригинальных выпусков, протестировала более 6000 гаджетов, но лишь 30 % из всех проверенных товаров заслуживают наклейку «чудо».
24 марта 2024 года в связи с общенациональным трауром по погибшим в теракте в «Крокус Сити Холле» передача не вышла в эфир, наряду с передачами «У нас выигрывают!», «Первая передача», «Однажды», «НашПотребНадзор», «Маска» и «Звёзды сошлись».

## Содержание
Тематика программ включает в себя достижения науки, современные технологии и изобретения. При этом до 20 процентов контента занимают обширные вопросы современной науки.
Программа состоит из развернутых телевизионных сюжетов, включающих в себя интервью, а также эксперименты. Тесты проводятся как в студии самим ведущим, так и в лабораториях, мастерских и других локациях с привлечением экспертов или простых обывателей, пользователей той или иной технологии.
В сюжетах «Чуда техники» также затрагиваются темы гомеопатии, недоказанности вреда ГМО, проверяются и развенчиваются популярные мифы: о вреде пищи из микроволновки, запрограммированном старении техники. В качестве экспертов приглашаются известные российские и иностранные учёные: Ася Казанцева, Станислав Дробышевский, Роберт Ластиг и другие.
Авторы привлекают интерес зрителя к новым изобретениям или научным открытиям, делая акцент на том, как наука решает повседневные проблемы. В программе используются современные приёмы визуализации: инфографика, 3D-моделирование, экшн-камера при натурных съёмках, монтаж действия в замедленном или ускоренном времени. Текст ведущего, закадровый текст сюжетов и речь экспертов наполнены различными терминами, которые либо объясняются доступным языком, либо иллюстрируются. Темы передачи раскрываются с точки зрения полезности для зрителя.

## Специальные выпуски
- 12 апреля 2015 года вышел юбилейный 100-й выпуск, в котором показаны самые лучшие моменты из программы «Чудо техники» в период с 2012 по 2015 год[19].
- 3 декабря 2017 года вышел специальный выпуск, посвящённый 5-летию программы «Чудо техники»[20].
- 11 ноября 2018 года вышел специальный выпуск, посвящённый людям-киборгам[21].
- 4 декабря 2022 года вышел специальный выпуск, посвящённый 10-летию программы «Чудо техники»[22].
- 25 июня 2023 года вышел специальный выпуск, посвящённый 7-летию рубрики «Чудо-товары»[23].

## Место съёмок
Хотя большая часть программы снимается в Москве, часть эпизодов привозится из командировок по России и всему миру.

## Живая еда
С 7 ноября 2015 года по настоящее время по субботам утром на «НТВ» выходит научно-кулинарная программа «Живая еда» (бывшее название — «Еда живая и мёртвая»). В программе «Живая еда» ведущий Сергей Малозёмов рассказывает о вредной и полезной еде, и как в этом всём разобраться. Также в программе рассказывается о еде, которая нередко встречается на полках продуктовых магазинов. В конце программы выходит рубрика «Рецепт недели» и вопрос викторины.

## Награды
В 2023 году «Чудо техники с Сергеем Малозёмовым» получило национальную телевизионную премию ТЭФИ в номинации «Просветительская программа».
В 2016, 2017, 2018, 2019 годах программа выходила в финал, однако проигрывала конкурентам. Статуэтка Орфея на премии ТЭФИ-2017, например, досталась создателю фильмов о плоской Земле Игорю Прокопенко. Сергей Майоров, член Академии Российского телевидения, даже утверждал: для того, чтобы «Чудо техники» стало лауреатом ТЭФИ, нужно ввести новую номинацию — «Научно-образовательная программа».
В феврале 2018 года программе была присуждена премия «За верность науке» в номинации «Лучшая телевизионная программа о науке».